# Sônia Saturnino Braga
Sônia Maria Saturnino Braga Santos (Río de Janeiro, 14 de diciembre de 1950) es una profesora universitaria, bachiller de grado en Ciencias Sociales, por la UFF (Universidad Federal Fluminense), feminista,  y política brasileña.
En 1982, fue la primera mujer elegida, por voto directo, en el Ayuntamiento de Niterói, por el PDT (Partido Democrático Trabalhista) de Leonel Brizola. Es sobrina del senador Saturnino Braga. Actualmente, con 74 años, es consultora técnica de la Procuradoría de la Cámara. 
Tuvo participación efectiva en varios congresos feministas, e inclusive con la defensa de la tesis A Inserção da Mulher na Política, durante el Primer Encuentro Nacional de Mujeres de Brasil, en São Paulo.
Como concejala fue una precursora de proyectos aplicados a discapacitados motrices, como rampas de acesso, reserva del primer banco de ómnibus, respaldo de concreto en todas las bases de las cabinas telefónicas, para evitar accidentes al portador de deficiencias visuales.
Consiguió traer para Niterói las emisiones para tv de los dieciocho capítulos de Delegacia de Mulheres.

## Algunas publicaciones
- 2006. A história das mulheres em Niterói, rescatando la memória por las mujeres que hicieron historia en Niterói, independientemente de haber nacido en la ciudad

## Honores
Miembro de
- Instituto Histórico e Geográfico de Niterói (IHGN)
- Conselho Municipal de Proteção do Patrimônio Cultural de Niterói

### Preseas
- 2011: Premio "Diploma Mujer-Ciudadana Leolinda de Figueiredo Daltro 2011"[3]